# Kiss It Better
"Kiss It Better" is een nummer van de Barbadiaanse zangeres Rihanna van haar achtste studioalbum Anti, dat in 2016 uitkwam. Het is geschreven door Rihanna en de Britse zangeres Natalia Kills samen met de muziekproducenten Jeff Bhasker en Glass John. Het nummer was voor het eerst te horen op 30 maart 2016 op Amerikaanse radiostations.

## Achtergrond
Het nummer gaat over een verwoestende relatie tussen twee personen, terwijl een van de twee personen weet dat de relatie slecht is voor diegene, maar desondanks toch met elkaar doorgaan.

### Videoclip
De bijhorende videoclip is geregisseerd door Craig McDean en kwam uit op 31 maart 2016. De videoclip heeft inspiratie uit het dadaïsme en het surrealisme opgedaan en is opgenomen in het zwart-wit.

### Live performances
Rihanna zou het nummer live op de Grammy Awards brengen, maar dat optreden ging niet door. Wel zong ze Kiss It Better op de Anti World Tour.

## Tracklijst
| Nr. | Titel                              | Duur |
| --- | ---------------------------------- | ---- |
| 1.  | Kiss It Better (expliciete versie) | 4:15 |
| 2.  | Kiss It Better (clean versie)      | 4:15 |